# Kotek kusy
Kotek kusy, kot kusy (Prionailurus planiceps) – słabo poznany gatunek drapieżnego ssaka z podrodziny kotów (Felinae) w obrębie rodziny kotowatych (Felidae). Był uważany za gatunek wymarły w 1985 roku, ale został ponownie odkryty w 1995.

## Taksonomia
Gatunek po raz pierwszy zgodnie z zasadami nazewnictwa binominalnego opisali w 1827 roku irlandzki zoolog Nicholas Aylward Vigors i amerykański przyrodnik Thomas Horsfield nadając mu nazwę Felis planiceps. Jako miejsce typowe odłowu holotypu Vigors i Horsfield wskazali Sumatrę.
Autorzy Illustrated Checklist of the Mammals of the World uznają ten gatunek za monotypowy.

### Etymologia
- Prionailurus: gr. πριων priōn, πριονος prionos „piła”; αιλουρος ailouros „kot”[7].
- planiceps: łac. planus „płaski”; -ceps „-głowy”, od caput, capitis „głowa”[8].

## Zasięg występowania
Kotek kusy występuje w Brunei, w Indonezji (Kalimantan, Sumatra) i w Malezji (Półwysep Malajski, Sabah i Sarawak).

## Morfologia
Długość ciała (bez ogona) 44,6–52,1 cm, długość ogona 12,8–16,9 cm; masa ciała 1,5–2,5 kg. Wielkości kota domowego, przypomina nieco wyglądem łasicę z uwagi na wydłużony kształt ciała i krótkie łapy. Posiada krótki ogon oraz małe, okrągłe, nisko osadzone uszy. Futro jest gęste, długie i puszyste, barwy brązoworudej z ciemnymi cętkami na gardle i wewnętrznej stronie kończyn. Głowa i klatka piersiowa są jaśniejsze, rudawe, z jasnymi znaczeniami. Samce są trochę większe od samic. Kot kusy jest jednym z czterech kotów, które nie potrafią schować swoich pazurów (tak jak gepard grzywiasty, kotek wyspowy i kotek cętkowany). Posiadają również dobrze wykształcone błony pławne.

## Ekologia

### Siedlisko
Koty kuse żyją w lasach deszczowych, blisko wody oraz plantacji palm olejowych.

### Tryb życia
Prawdopodobnie samotniczy. Prowadzi nocny tryb życia, ale niektóre osobniki są najbardziej aktywne o świcie i zmierzchu. W niewoli często obserwuje się je w wodzie, gdzie chętnie spędzają czas. Podobnie jak inne koty znaczą swój teren, jednak w przeciwieństwie do nich zostawiają ślad zapachowy czołgając się po ziemi. 
Kot kusy jest bardzo rzadko spotykany, prawie nie ma informacji o reprodukcji tego gatunku. Odnotowano tylko trzy mioty w niewoli, przy czym w jednym były 2 kocięta, a w pozostałych 1. Prawdopodobnie najczęściej rodzi się 1–4 kociąt, ponieważ dorosłe samice kota kusego posiadają cztery sutki. Na wolności widziano kocię w styczniu, ciąża trwała około 56 dni.

### Pokarm
Poluje przede wszystkim na ryby, jak również płazy i raki. Obserwowano koty, które podobnie jak szopy pracze, „myły” swoje jedzenie w wodzie. W niewoli skaczą na swój posiłek i odciągają go na około dwa metry od miejsca, w którym go położono. Na wolności koty te najprawdopodobniej odciągają ryby i żaby od brzegu, by nie uciekły.